# Josué 22
Josué 22 es el vigesimosegundo capítulo del Libro de Josué en la Biblia hebrea o en el Antiguo Testamento de la Biblia cristiana. Según la tradición judía, el libro se atribuyó a Josué, con añadidos de los sumos sacerdotes Eleazar y Fineas, pero los eruditos modernos la consideran parte de la Tradición deuteronómica, que abarca desde el libros del Deuteronomio hasta 2 Reyes, atribuida a escritores nacionalistas y devotos de Yahvé durante la época del rey reformador de Judea Josías en el siglo VII a. C.. Este capítulo registra la mediación para la cuestión del establecimiento de un altar en la parte oriental del río Jordán, una parte de una sección que comprende Josué 22:1-24:33 sobre los israelitas preparándose para la vida en la tierra de Canaán.

## Texto
Este capítulo fue escrito originalmente en Lengua hebrea. Está dividido en 34 Versículos.

### Testigos textuales
Algunos manuscritos antiguos que contienen el texto de este capítulo en hebreo pertenecen a la tradición del Texto Masorético, que incluye el Códice de El Cairo (895), el Códice de Alepo (siglo X) y el Códice Leningradoensis (1008).
Los manuscritos antiguos existentes de una traducción al griego koiné conocida como Septuaginta (originalmente se hizo en los últimos siglos a. C.) incluyen el Codex Vaticanus (B; {\displaystyle {\mathfrak {G}}}B; siglo IV) y Codex Alexandrinus (A; {\displaystyle {\mathfrak {G}}}A; siglo V). 

## Análisis
.

Mapa de la asignación de tierras a las tribus de Israel en tiempos de Josué

La narración de la preparación de los israelitas para la vida en la tierra comprende los Versículos 22:1 a 24:33 del Libro de Josué y tiene el siguiente esquema:
A. El altar del Jordán (22:1-34)
1. 1. El encargo de Josué a las tribus del Jordán oriental (22:1-8)
2 La construcción del altar y una posible guerra civil (22:9-12)
3. Encuentro entre Fineas y las tribus del Jordán oriental (22:13-29)
a. Fineas desafía a las tribus del Jordán Oriental (22:13-20)
b. Las Tribus del Jordán Oriental explican (22:21-29)
4. 4. Fineas regresa al oeste (22:30-32)
5. El Altar Nombrado (22:33-34)
B. La despedida de Josué (23:1-16)
C. Pacto y conclusión (24:1-33)

## Consideraciones previas
En el epílogo del libro de Josué, se retoman los temas principales del prólogo, pero con mayor desarrollo y en orden inverso. Primero, se reafirma la unidad del pueblo de Israel en la conquista de la tierra prometida, destacando que todos participaron sin excepciones. Luego, se describe cómo las tribus de Transjordania regresan a sus territorios y, para preservar la unidad futura, levantan un altar no destinado al culto, sino como símbolo de su fe común en el Señor (Jos 22,1-34). Finalmente, Josué, habiendo cumplido su misión, exhorta al pueblo a permanecer fiel al Señor, cumplir la Alianza, y renueva este pacto en Siquem antes de su muerte (Jos 23,1–24,33). Estos capítulos destacan la importancia de la fidelidad a Dios y de la unidad como pueblo elegido.

## El altar junto al Jordán (22:1-12)
Todavía en Silo Josué se dirigió a las tribus transjordanas que al principio de la conquista estaban obligadas a participar con ellos en la guerra por la tierra, aunque se habían asentado en sus tierras antes de que sus compatriotas israelitas hubieran cruzado el Jordán (Josué 1:12-18; cf. Deuteronomio 3:18-20 para la referencia al mandato de Moisés en el Versículo 2). Una vez concluida la conquista y la distribución de la tierra, se les permitió regresar a casa, con una fuerte exhortación (versículos 2-5; cf. Deuteronomio 10:12-13) a ser fieles a Dios y con la «bendición» de Josué (versículo 6). Sin embargo, la unidad del pueblo pronto quedó en entredicho cuando esas dos tribus y media, a su regreso, erigieron un altar junto al Jordán, en el lado israelita de la frontera entre las dos tierras (versículos 10-11) y esto fue interpretado por los israelitas de Cisjordania como un acto de guerra, porque aparentemente desafiaba las pretensiones del santuario unificado de Silo (versículo 12)..

### Comentarios a los versículos 1-12
El libro de Josué subraya constantemente la importancia de la fidelidad a los compromisos asumidos. Se muestra cómo Dios ha cumplido su promesa al entregar la tierra prometida a Israel, evidenciando su lealtad. Asimismo, se destaca la fidelidad de las tribus de Transjordania, que obedecieron las instrucciones de Moisés y apoyaron a sus hermanos en la conquista del territorio. Concluida esta misión, regresan a sus tierras con la bendición de Josué, quien reconoce su obediencia y les promete prosperidad si permanecen fieles al Señor. Este pasaje refuerza la conexión entre la fidelidad humana y la bendición divina.

## El Altar de los Testigos (22:13-34)
El caso contra las dos tribus y media se esboza en términos de requisitos de santidad (Versículos. 13-20), por lo que el sacerdote Fineas (hijo de Eleazar), en lugar de Josué, fue enviado a hablar con esas tribus. El supuesto pecado de la construcción del altar, si podría hacer que la tierra al otro lado del
Jordán fuera ritualmente 'impura', y por tanto no apta para el culto (versículo 19), se compara con otros dos pecados en el ámbito religioso (versículos 17, 20):
1. la idolatría en Peor en la época del peregrinaje por el desierto (Números 25), y
2. la transgresión de Acán de la prohibición de Jericó (Josué 7).

Es deber de todo Israel, como asamblea o congregación religiosa,perseguir a las tribus errantes
(Versículos 12, 16).
Las tribus de Transjordania respondieron reconociendo las pretensiones únicas tanto de YHWH como de su altar (22: 21-29) usando la frase 'El SEÑOR, Dios de dioses' ('el 'elohim YHWH) para enfatizar una fuerte afirmación de la supremacía de YHWH y el argumento de que este altar no era en sí mismo para el sacrificio, sino más bien, como copia del altar verdadero, para simbolizar su participación en el culto aun cuando estuvieran al otro lado del Jordán (versículo 27a).  Así, el altar recibe el nombre de 'testigo' (versículos 28, 34), por la unidad de Israel, así como por la preservación de la verdadera fe para las generaciones futuras (versículos. 24-28; cf. Deuteronomio 6:2, 7).

### Comentarios a los versículos 12-34
El relato sobre el altar junto al Jordán recoge una tradición significativa que aborda las tensiones entre las tribus de Israel y la importancia de la unidad en el culto al Señor. Según las prescripciones del Deuteronomio (Dt 12,2-12), solo debía haber un lugar legítimo para el culto y los sacrificios, asegurando así la unidad religiosa y evitando prácticas idolátricas. Por ello, las demás tribus interpretaron la construcción del altar por parte de las tribus de Transjordania como una posible señal de infidelidad.
Sin embargo, la explicación de las tribus transjordanas aclara que el altar no se usaría para sacrificios ni como un lugar de culto alternativo, sino como un símbolo de unidad y pertenencia al mismo Dios, superando la división física del río Jordán. Esta aclaración disipa los temores de las demás tribus, quienes bendicen al Señor al comprender que el altar no es motivo de ruptura, sino un emblema de unión entre todas las tribus. Este episodio subraya la trascendencia de la unicidad del culto como expresión de fe en un único Dios y como elemento unificador del pueblo.